# بئر النص
بئر النص أو بئر النصف أو البوير هو بئر، في ناحية الشبكة بقضاء النجف بمحافظة النجف بالبادية العراقية غرب العراق. اتُخذ محطة في طريق الحج الكوفي، درب زبيدة، للحجاج والمسافرين بين مكة والكوفة، بئرُ النص بين أم قرون شمالاً والمغيثة جنوباً.
| الموقع      | البعد كيلومتراً |
| بئر النص    | 63 جنوباً غربياً |
| قصر أم قرون | 52 جنوباً       |
| المغيثة     | 74 جنوباً       |